# Letal dos
Letal dos, den dos av ett visst läkemedel som leder till döden. Letal dos (LD100) betyder dödlig dos och används vid beskrivning av giftiga ämnen och strålning. Oftast används beteckning LD50 som anger den dos som dödar hälften (50 procent) av en grupp. Som jämförelse anges ED50 som anger den effektiva dos, som ger den önskade effekten hos 50% av motsvarande grupp. LD50/ ED50 = TI (terapeutiskt index)
Dosen för LD100 är dosen då alla individer dör. LD100 för strålning uppskattas till 10 gray.
Resultat erhållna vid djurförsök kan inte utan vidare tillämpas för människor på grund av biologiska olikheter. Olika djurarter kan också reagera helt olika för ett visst ämne.